# Wolfraam

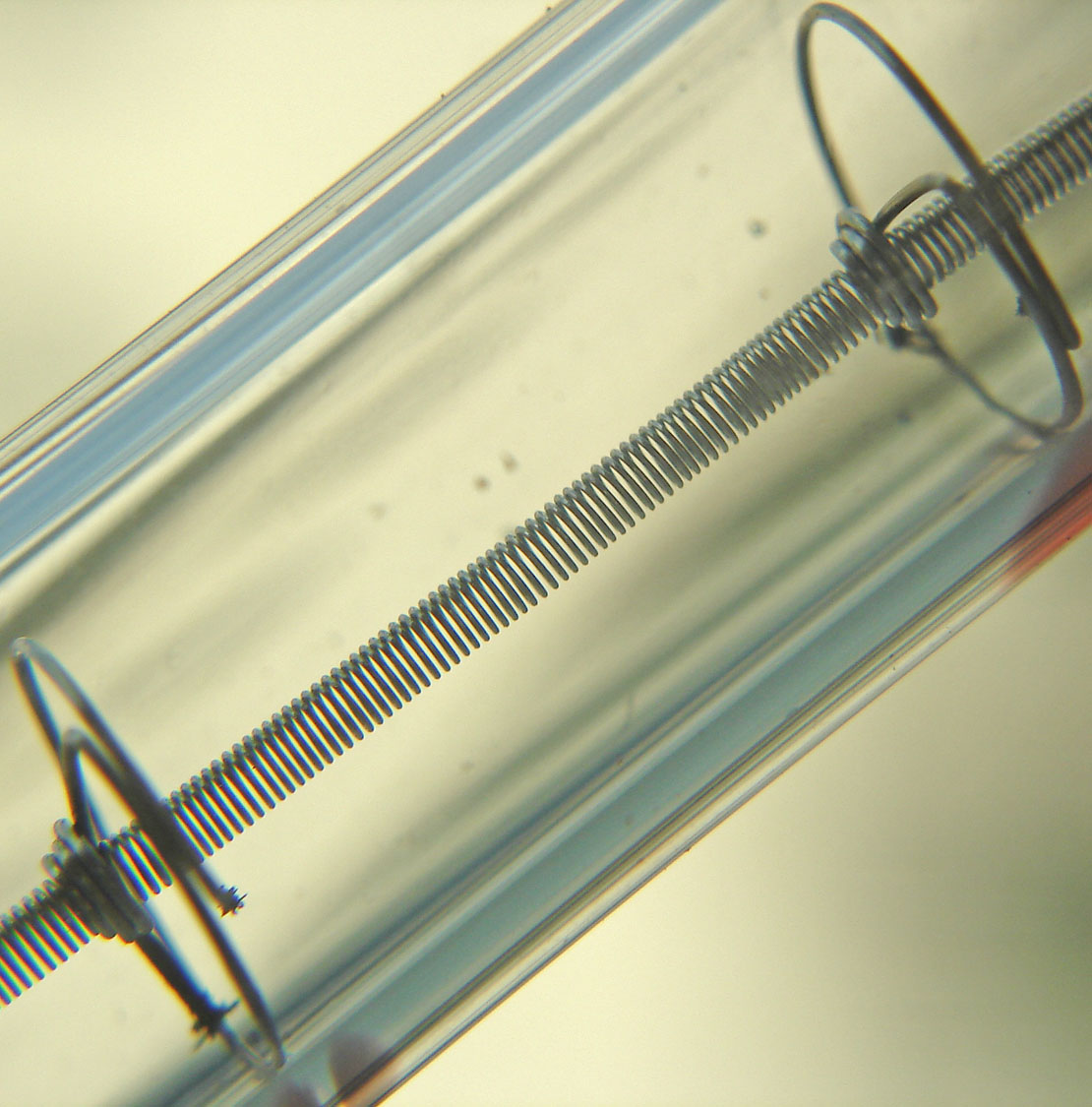
Gebruik van wolfraam als gloeidraad in een halogeenlamp

Wolfraam of wolfram is een scheikundig element met symbool W en atoomnummer 74. Het is een grijswit overgangsmetaal.

## Naamgeving
In het Engels en in veel romaanse talen heet het metaal tungsten. Men komt dit woord weleens in vertalingen tegen. Tung sten is Zweeds voor zware steen, de oorspronkelijke benaming die rond 1758 werd gegeven aan het mineraal dat nu bekendstaat als scheeliet, een verbinding van calcium en wolfraam.
De naam wolfraam komt van Wolf en Rahm (room, oude benaming voor schuim), een Duitse vertaling van het Latijnse lupi spuma, omdat het een vretend schuim vormt bij de tinbereiding (het zogenaamde wolframiet).

## Ontdekking
In 1779 onderzocht de Engels-Ierse alchemist Peter Woulfe het mineraal dat nu bekendstaat als wolframiet en concludeerde dat het een nieuwe substantie moest bevatten. Twee jaar later, in 1781, ontdekte de Zweedse chemicus Scheele dat een nieuw zuur gemaakt kon worden van tung sten, het later naar hem genoemde mineraal scheeliet. Scheele en Bergman suggereerden de mogelijkheid een nieuw metaal te verkrijgen door dit zuur te reduceren. In 1783 toonden twee Spaanse chemici, de broers Juan José en Fausto Elhuyar, aan dat dat zuur overeenkwam met het zuur dat zij verkregen uit wolframiet, en in datzelfde jaar waren zij in staat om daaruit wolfraam te isoleren door het te reduceren met houtskool.

## Toepassingen
De bekendste industriële toepassing van wolfraam is het gloeidraadje in gloeilampen. Het extreem hoge smeltpunt (hoogste van alle elementen na koolstof, namelijk 3422 °C) maakt het hiervoor zeer geschikt. Andere toepassingen van wolfraam zijn:
- In staallegeringen wordt wolfraam gebruikt om het materiaal harder en hittebestendiger te maken. Bij temperaturen boven de 2000 °C blijft het de hardheid behouden, waardoor het zeer geschikt is als pantserstaal.
- Als katalysator in de olie-industrie. Nikkelwolfraamsulfide verwijdert zwavel en stikstof uit aardoliefracties, en hydrogeneert onverzadigde verbindingen bij het hydrokraken van olie.
- In de sport wordt het gebruikt voor de vervaardiging van darts in combinatie met nikkel en koper in een verhouding van maximaal 97% wolfraam, nikkel en een rest van koper.
- Doordat wolfraam dezelfde uitzettingscoëfficiënt heeft als glas, kan het gebruikt worden in gewapend glas.
- Legeringen van wolfraam met zirkonium, niobium, tantaal of hafnium zijn zeer hittebestendig en worden daarom gebruikt in uitlaatpijpen van raketten en straalmotoren.
- Wolfraam wordt in verschillende legeringen als elektrode bij TIG-lassen gebruikt. Vanwege het hoge smeltpunt is wolfraam uitermate geschikt. Afhankelijk van de stroomsoort, gelijkstroom of wisselstroom, worden verschillende legeringen gebruikt.
  - gelijkstroom: wolfraam + 1%-3% thorium. Elektrodes met lanthaanoxide (ca. 1,5%) zijn een goed alternatief.
  - wisselstroom: 100% wolfraam of wolfraam + 0,8% zirkonium.
  - In nieuwere types elektrodes worden ook lanthaan(III)oxide, yttriumoxide en cerium(III)oxide toegevoegd.
- Wolfraamcarbide (WC en W2C) dat, met kobalt als bindmiddel, bekend is onder de naam hardmetaal, is een zeer hard materiaal dat gebruikt wordt in boor- en snijgereedschap, zoals frezen voor hout en metaalbewerking en tandartsboren. Het wordt ook gebruikt voor de bal in een balpen.
- Wolfraam en legeringen daarvan (zoals WNiFe, WNiMoFe of WNiCu), worden toegepast bij de afscherming van ioniserende straling, zoals in collimatoren. Vanwege de hoge dichtheid worden dergelijke legeringen ook toegepast als balansgewicht in vliegwielen van motoren, en om propellers en scheepsroeren uit te balanceren. Door de toevoeging van nikkel en ijzer of koper wordt het materiaal beter verspaanbaar.
- Wolfraam wordt ook ingebakken in keramische gloei-elementjes om de e-liquids in elektronische sigaretten te laten verdampen.
- Munitie voor militaire doeleinden bevat wel vaker een kern van wolfraam. De geringe vervorming door hitte en inslag vanwege de hoge smelttemperatuur en hardheid maakt deze geschikt voor hogere penetratie in gehomologeerd staal.

## Winning
Wolfraammijnen zijn vaak kleine ondergrondse mijnen. Er bestaan echter ook open mijnen. Het gesteente waarin wolfraam voorkomt wordt eerst in kleinere stukken geblazen met behulp van springstof. Deze grote blokken worden daarna vermalen tot kleinere stukken. Wolfraam wordt uitsluitend gewonnen uit twee ertsen, namelijk wolframiet en scheeliet. Om wolfraam uit wolframiet te winnen, worden gravitationele extractiemethodes zoals spiralen, kegels en tafels gebruikt, vaak in combinatie met magnetische extractiemethoden. Om wolfraam uit scheeliet te verkrijgen wordt vaak gebruikgemaakt van schuimflotatie. Bij deze methode wordt vaak gebruikgemaakt van de alkali.
Bij deze methodes wordt echter nog geen pure wolfraam, maar wolfraamoxide geëxtraheerd. De wolfraamoxide wordt vervolgens tot 550-850 °C verhit in stromend waterstof. Wolfraamoxide en waterstof reageren bij die temperatuur tot pure wolfraam en water. De chemische reactievergelijking voor het proces is als volgt:
{\displaystyle {\ce {WO3 + 3 H2 -> W + 3 H2O}}}
De laatste stap in het proces is de scheiding van wolfraam en water.
China heeft de grootste voorraden en produceert in 2024 80% van de wereldwinning.

## Opmerkelijke eigenschappen
Wolfraam heeft van alle metalen het hoogste smeltpunt (3695 K) en is goed bestand tegen corrosie. Alleen sommige minerale zuren zijn in staat het metaal aan te tasten. Bij blootstelling aan de lucht vormt het een beschermende oxidelaag. In legeringen kan toevoeging van een kleine hoeveelheid wolfraam de hardheid sterk doen toenemen. Wolfraam heeft ook een zeer hoog atoomnummer waardoor het geschikt is als anodemateriaal in een röntgenbuis.

### Goudvervalsing
Wolfraam heeft vrijwel dezelfde dichtheid als goud (goud 19320 kg/m³, wolfraam 19300 kg/m³) maar goud is ongeveer duizend keer zo duur. Daarom is wolfraam, zij het sporadisch, gebruikt om goudstaven te vervalsen door de binnenkant met wolfraam te vullen.
Ultrasoon onderzoek is een betrouwbare, niet-destructieve methode om dergelijke vervalsingen aan te tonen.

## Verschijning
De meest voorkomende wolfraam bevattende mineralen zijn wolframiet, scheeliet, ferberiet en huebneriet. Grote hoeveelheden hiervan worden aangetroffen in China (75% van de wereldproductie), Canada, Bolivia, het westen van de Verenigde Staten, Oostenrijk, Portugal, Rusland en Zuid-Korea. Op commerciële basis wordt wolfraam gewonnen door het oxide te reduceren met waterstof of koolstof.

## Isotopen
| Stabielste isotopen | Stabielste isotopen | Stabielste isotopen       | Stabielste isotopen       | Stabielste isotopen       | Stabielste isotopen       |
| Iso                 | RA (%)              | Halveringstijd            | VV                        | VE (MeV)                  | VP                        |
| ------------------- | ------------------- | ------------------------- | ------------------------- | ------------------------- | ------------------------- |
| 180W                | 0,120               | 1,8·1018 j                | α                         | 2,516                     | 176Hf                     |
| 181W                | syn                 | 121,2 d                   | EV                        | 0,188                     | 181Ta                     |
| 182W                | 26,498              | stabiel met 108 neutronen | stabiel met 108 neutronen | stabiel met 108 neutronen | stabiel met 108 neutronen |
| 183W                | 14,314              | stabiel met 109 neutronen | stabiel met 109 neutronen | stabiel met 109 neutronen | stabiel met 109 neutronen |
| 184W                | 30,642              | stabiel met 110 neutronen | stabiel met 110 neutronen | stabiel met 110 neutronen | stabiel met 110 neutronen |
| 185W                | syn                 | 75,1 d                    | β−                        | 0,433                     | 185Re                     |
| 186W                | 28,426              | stabiel met 112 neutronen | stabiel met 112 neutronen | stabiel met 112 neutronen | stabiel met 112 neutronen |

In de natuur komen vier stabiele isotopen en één radioactieve isotoop voor met een extreem lange halveringstijd zodat ze als stabiel kunnen worden beschouwd. Daarnaast zijn er nog een 25-tal minder stabiele isotopen bekend.

## Toxicologie en veiligheid
Wolfraam is een volkomen veilig metaal. Er zijn geen speciale voorzorg- en veiligheidsmaatregelen bij het gebruik en verwerken van wolfraam noodzakelijk.